# Ephippiochthonius catalonicus
Espèce
Synonymes
- Chthonius hispanus catalonicus Beier, 1939
- Chthonius catalonicus Beier, 1939

Ephippiochthonius catalonicus est une espèce de pseudoscorpions de la famille des Chthoniidae.

## Distribution
Cette espèce est endémique de Catalogne en Espagne,. Elle se rencontre dans la grotte Avenc de Sant Rocl à Begues.

## Description
Le mâle décrit par Zaragoza en 2017 mesure 1,45 mm et les femelles de 1,46 à 1,80 mm.

## Étymologie
Son nom d'espèce lui a été donné en référence au lieu de sa découverte, la Catalogne.

## Publication originale
- Beier, 1939 : Die Pseudoscorpioniden-Fauna der iberischen Halbinsel. Zoologische Jahrbücher, Abteilung für Systematik Ökologie und Geographie der Tiere, vol. 72, p. 157–202.